# 신광로
 신광로(Singwang-ro)는 제주특별자치도 제주시 연동 삼무공원입구교차로 에서 제주시 연동 를잇는 도로이다.

## 주요 경유지
제주특별자치도
- 제주시 (연동)

## 노선
| 이름                | 접속 노선                  | 소재지 | 소재지 | 비고 |
| ------------------- | -------------------------- | ------ | ------ | ---- |
| 삼무공원입구 교차로 |                            | 제주시 | 연동   |      |
| 삼무공원사거리      | 삼무로                     | 제주시 | 연동   |      |
| 제원사거리          | 신광로6길 신광로14길       | 제주시 | 연동   |      |
| 그랜드호텔사거리    | 지방도 제1136호선 (노연로) | 제주시 | 연동   |      |
| (이름없음)          | 연북로                     | 제주시 | 연동   |      |
| 국기로와 직결       |                            |        |        |      |

## 주요 건물 및 시설
- GS25 연동에코점 (신광로 16/연동 260-15)
- GS25 제조바오젠점 (신광로 21/연동 271-6)
- 올리브영 제주연동점 (신광로 21/연동 271-6)
- 이디야커피 제주연동점 (신광로 27/연동 272-1)
- 공차 제주연동점 (신광로 35/연동 272-9)
- 파리바게트 신제주점 (신광로 47/연동 273-1)
- 죠스떡볶이 제주제원점 (신광로 48/연동 262-1)
- 제주은행 연동지점 (신광로 49/연동 273-3)
- 탐앤탐스 신제주점 (신광로 52/연동 262-5)
- 빽다방 제주제원점 (신광로 56/연동 262-7)
- 올리브영 제주제원점 (신광로 57/연동 273-11)
- 투썸플레이스 제주연동점 (신광로 79/연동 274-7)
- 메가MGC커피 신제주점 (신광로 89/연동 262-19)
- CU 제주크라운점 (신광로 94/연동 268-1)
- 새마을금고 신제주지점 (신광로 96/연동 268-2)
- 미스터피자 신제주점 (신광로 101.연동 276-7)